# Лихтштайнер, Штефан
Ште́фан Лихтшта́йнер (нем. Stephan Lichtsteiner; род. 16 января 1984[…], Адлигенсвиль) — швейцарский футболист, защитник. Выступал за сборную Швейцарии.

## Клубная карьера
Штефан Лихтштайнер родился в городке Адлигенсвиль. Уже в детстве стал заниматься футболом и играл в молодёжном клубе «Адлигенсвиль».
В 1996 году перешёл в клуб «Люцерн». В 2000 году перешёл в «Грассхоппер» из Цюриха. По прошествии нескольких лет стал одним из лидеров команды и выиграл чемпионат Швейцарии.
В 2005 году перешёл в «Лилль», где также стал игроком основы и в сезоне 2006/07 вышел в плей-офф Лиги чемпионов.
В 2008 году перешёл в «Лацио». В 2011 году Лихтштайнером заинтересовался «Ювентус» и провёл переговоры по поводу перехода футболиста.

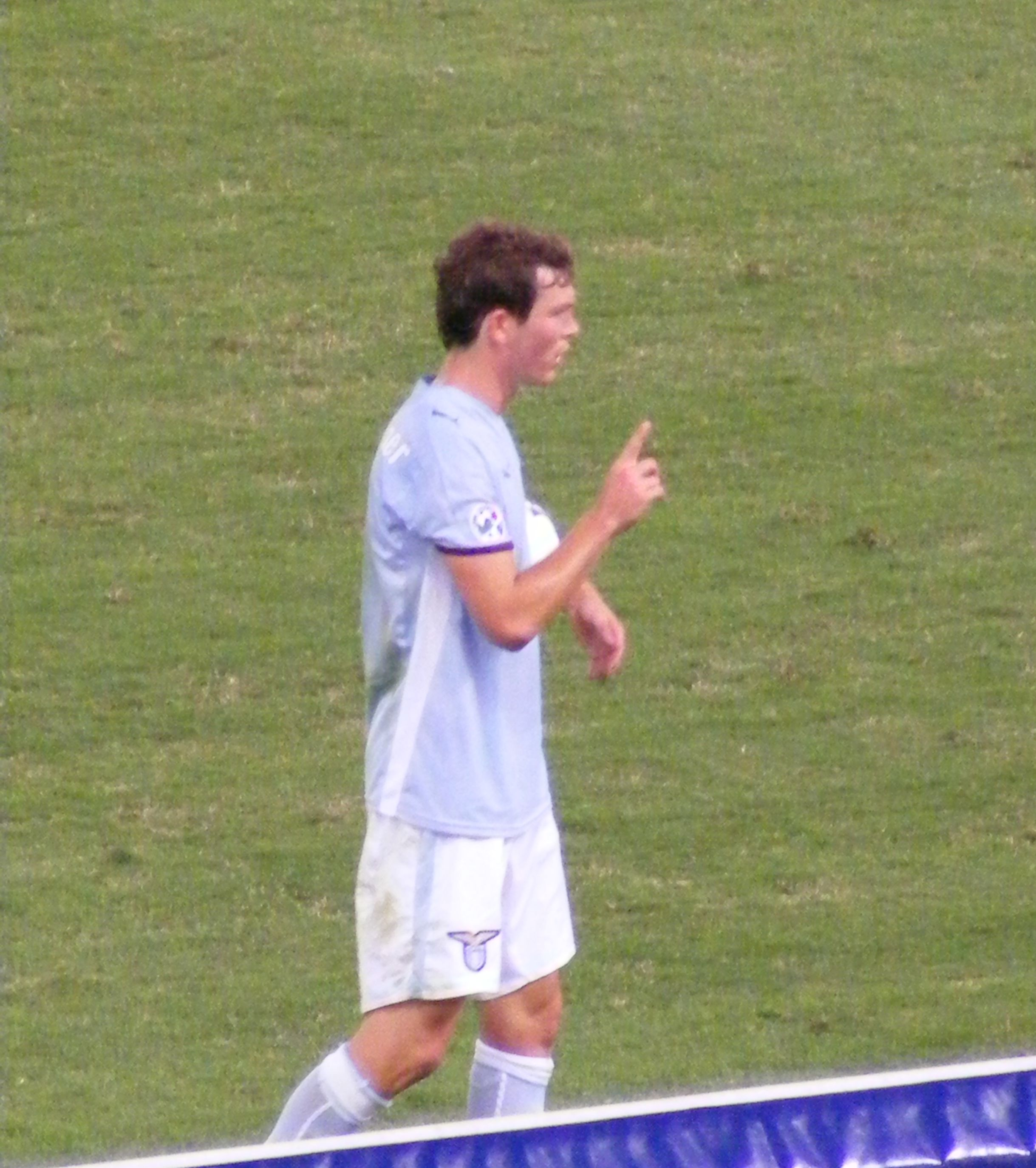
Лихтштайнер в матче «Лацио» — «Фиорентина»

Летом 2011 года «Ювентус» согласовал трансфер Штефана за 10 млн евро. 1 июля 2011 года стало известно о подписании игроком 4-летнего контракта с туринским клубом. Он сыграл мало матчей в сезоне 2013/14 из-за травм, но забил при этом три гола во всех соревнованиях и выиграл свой третий подряд титул Серии А. Его навесы с правого фланга, а также способность бежать в атаку после длинных передач от Андреа Пирло, вышли на первый план в тактической схеме Конте 3-5-2. В результате он закончил сезон в качестве лучшего ассистента «Ювентуса» в чемпионате вместе с Полем Погба с восемью голевыми передачами.
23 сентября 2015 года Лихтштайнер был заменён в перерыве матча чемпионата с «Фрозиноне» из-за затруднённого дыхания. Позже Штефану потребовалось провести операцию на сердце, чтобы исправить сердечную аритмию, из-за которой он отсутствовал в течение месяца. 3 ноября 2015 года футболист впервые после операции вышел на поле в гостевом матче против мёнхенгладбахской «Боруссии» в Лиге чемпионов 2015/2016 и забил гол на 44-й минуте. Игра закончилась со счётом 1:1.
В начале сезона 2016/17 Лихтштайнер не вошёл в заявку «Ювентуса» на групповой этап Лиги чемпионов УЕФА. Это произошло из-за того, что клуб подписал правого защитника Дани Алвеса и уже заполнил квоту своей команды, поскольку «Ювентусу» также требовалось иметь четырёх воспитанников в составе из 25 человек. «Ювентус» также повторно подписал контракт с Хуаном Куадрадо, тем самым создавая для Лихтштайнера конкуренцию за позицию правого защитника в стартовом составе. Это привело к слухам о уходе футболиста из клуба; тем не менее, позже Штефан заявил, что останется в «Ювентусе». Несмотря на конкуренцию за место в основе, 23 декабря 2016 года Лихтштайнер принял участие в Суперкубке Италии, где «Ювентус» проиграл «Милану» по пенальти. 2 февраля 2017 года Лихштайнер продлил свой контракт до 30 июня 2018 года.
В мае 2018 года Лихтштайнер объявил о своём уходе из «Ювентуса». 20 мая в игре против «Вероны», ставшей для Штефана последним матчем за туринский клуб, швейцарец не реализовал пенальти.
5 июня 2018 года лондонский «Арсенал» объявил о подписании Лихтштайнера. По предварительной информации, контракт заключён до 30 июня 2019 года. 12 августа 2018 года Штефан дебютировал в составе «Арсенала», выйдя на замену на 35-й минуте вместо травмированного Эйнсли Мейтленд-Найлза в домашнем матче с «Манчестер Сити» (0:2). 31 октября Лихтштайнер забил свой первый и, как оказалось позже, единственный гол за «Арсенал». Всего за «канониров» он провёл 23 матча.
В 2019 году Лихтштайнер перешёл в «Аугсбург» на правах свободного агента. Контракт с немецким клубом рассчитан на 1 год. 12 августа 2020 года Лихтштайнер объявил о завершении профессиональной карьеры.

## Карьера в сборной
Выступал за все юношеские сборные Швейцарии, молодёжную команду, а в 2005 году дебютировал и в главной национальной команде.

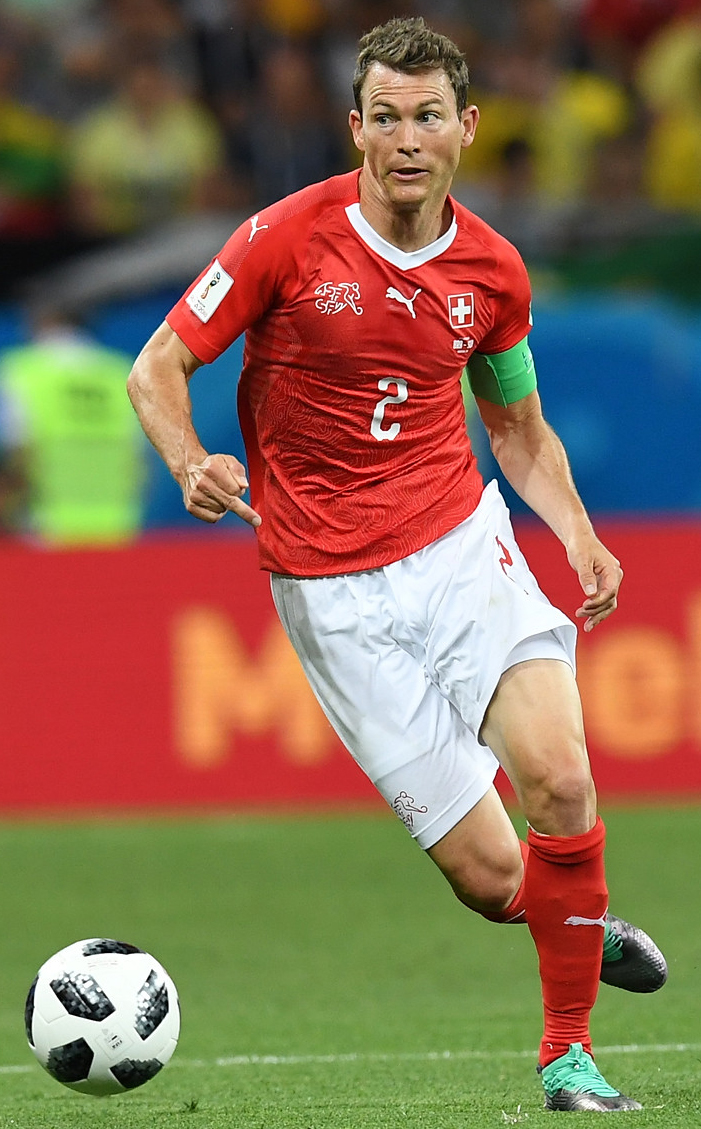
Лихтштайнер в составе сборной Швейцарии

Участник Евро-2008, провёл все три матча, сыгранных его командой, в стартовом составе.
На чемпионате мира 2010 года в ЮАР сыграл во всех матчах группового этапа, но его команда не прошла в стадию плей-офф.
В 2014 году был включён в заявку сборной на чемпионат мира в Бразилии, на этот раз также был основным игроком швейцарцев и помог им выйти в 1/8 финала, где только в дополнительное время его команда уступила будущим финалистам турнира Аргентине.
Из-за травмы основного капитана Гёкхана Инлера Лихтштайнер впервые надел капитанскую повязку 14 октября 2014 года в своем 70-м матче, победив на выезде со счётом 4:0 Сан-Марино в отборочном цикле Евро 2016.
На следующем после ЧМ-2014 крупном турнире швейцарской сборной, чемпионате Европы 2016 года во Франции, Лихтштайнер был капитаном команды, участвовал во всех четырёх матчах турнира, в которых защита швейцарцев позволила соперникам забить лишь два гола. Однако Швейцария вновь выбыла из борьбы на стадии 1/8 финала, на этот раз проиграв в серии пенальти сборной Польши.
В 2018 году поехал на свой третий чемпионат мира, который проходил в России. Накануне турнира, в контрольном матче против сборной Японии, сыграл свой сотый матч в футболке национальной сборной, став лишь четвёртым швейцарцем, которому удалось такое достижение. На самом чемпионате сборная Швейцарии вышла из группы, где в 1/8 финала уступила сборной Швеции 0:1 и покинула турнир.

## Достижения

### Командные
«Грассхоппер»
- Чемпион Швейцарии: 2002/03

«Лацио»
- Обладатель Кубка Италии: 2009
- Обладатель Суперкубка Италии: 2009

«Ювентус»
- Чемпион Италии (7): 2011/12, 2012/13, 2013/14, 2014/15, 2015/16, 2016/17, 2017/18
- Обладатель Кубка Италии (4): 2014/15, 2015/16, 2016/17, 2017/18
- Обладатель Суперкубка Италии (3): 2012, 2013, 2015
- Финалист Лиги чемпионов (2): 2015, 2017

### Личные
- Лучший гол сезона по версии УЕФА: 2015/16[18]
- Футболист года в Швейцарии: 2015[19]

## Статистика выступлений
| Клуб             | Сезон            | Лига | Лига | Кубки | Кубки | Еврокубки | Еврокубки | Прочие | Прочие | Итого | Итого |
| Клуб             | Сезон            | Игры | Голы | Игры  | Голы  | Игры      | Голы      | Игры   | Голы   | Игры  | Голы  |
| ---------------- | ---------------- | ---- | ---- | ----- | ----- | --------- | --------- | ------ | ------ | ----- | ----- |
| Грассхоппер      | 2001/02          | 1    | 0    | 0     | 0     | -         | -         | -      | -      | 1     | 0     |
| Грассхоппер      | 2002/03          | 25   | 0    | 0     | 0     | 2         | 0         | -      | -      | 27    | 0     |
| Грассхоппер      | 2003/04          | 26   | 2    | 4     | 0     | 4         | 0         | -      | -      | 34    | 2     |
| Грассхоппер      | 2004/05          | 27   | 2    | 1     | 0     | -         | -         | -      | -      | 28    | 2     |
| Грассхоппер      | Итого            | 79   | 4    | 5     | 0     | 6         | 0         | -      | -      | 90    | 4     |
| Лилль            | 2005/06          | 31   | 1    | 4     | 0     | 8         | 0         | -      | -      | 43    | 1     |
| Лилль            | 2006/07          | 24   | 0    | 5     | 0     | 3         | 0         | -      | -      | 32    | 0     |
| Лилль            | 2007/08          | 34   | 4    | 4     | 1     | -         | -         | -      | -      | 38    | 5     |
| Лилль            | Итого            | 89   | 5    | 13    | 1     | 11        | 0         | -      | -      | 113   | 6     |
| Лацио            | 2008/09          | 33   | 1    | 6     | 0     | -         | -         | -      | -      | 39    | 1     |
| Лацио            | 2009/10          | 33   | 2    | 2     | 0     | 7         | 0         | 1      | 0      | 43    | 2     |
| Лацио            | 2010/11          | 34   | 0    | 1     | 0     | -         | -         | -      | -      | 35    | 0     |
| Лацио            | Итого            | 100  | 3    | 9     | 0     | 7         | 0         | 1      | 0      | 117   | 3     |
| Ювентус          | 2011/12          | 35   | 2    | 3     | 0     | -         | -         | -      | -      | 38    | 2     |
| Ювентус          | 2012/13          | 28   | 4    | 1     | 0     | 6         | 0         | 1      | 0      | 36    | 4     |
| Ювентус          | 2013/14          | 27   | 2    | 1     | 0     | 7         | 0         | 1      | 1      | 37    | 3     |
| Ювентус          | 2014/15          | 32   | 3    | 3     | 0     | 13        | 0         | 1      | 0      | 49    | 3     |
| Ювентус          | 2015/16          | 26   | 0    | 4     | 1     | 6         | 1         | 1      | 0      | 31    | 2     |
| Ювентус          | 2016/17          | 26   | 1    | 2     | 0     | 1         | 0         | 1      | 0      | 31    | 1     |
| Ювентус          | 2017/18          | 27   | 0    | 3     | 0     | 2         | 0         | 0      | 0      | 34    | 0     |
| Ювентус          | Итого            | 201  | 12   | 17    | 1     | 35        | 1         | 5      | 1      | 257   | 15    |
| Арсенал (Лондон) | 2018/19          | 14   | 0    | 3     | 1     | 6         | 0         | -      | -      | 23    | 1     |
| Всего за карьеру | Всего за карьеру | 483  | 24   | 47    | 3     | 65        | 1         | 6      | 1      | 601   | 29    |